# Wohn- und Wirtschaftsgebäude Varel 1

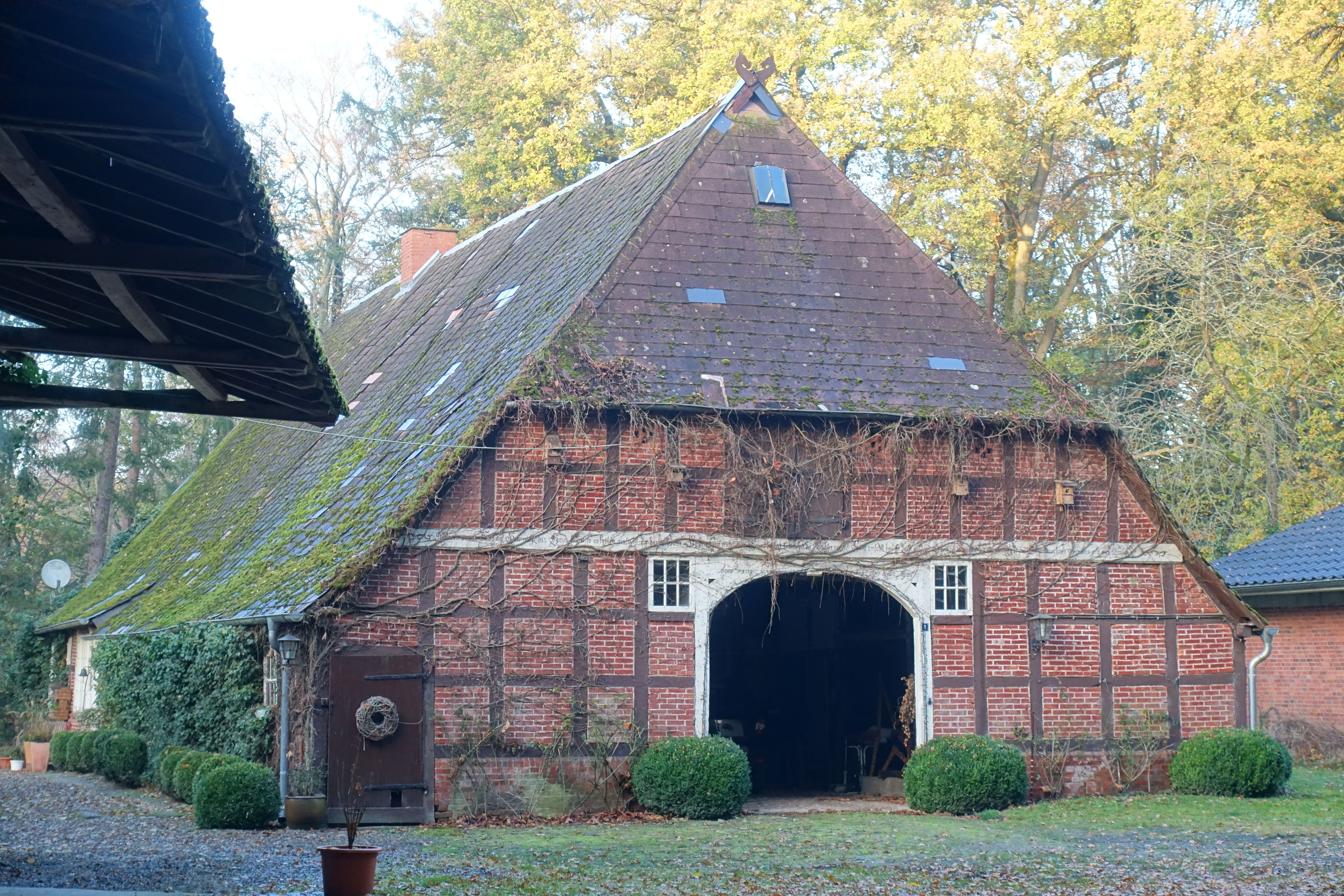
West- und Südfassade (2022)

Das Wohn- und Wirtschaftsgebäude Varel 1 in der niedersächsischen Gemeinde Scheeßel, Ortsteil Varel, wurde in der ersten Hälfte des 19. Jahrhunderts gebaut. Aktuell (2025) wird es zum Wohnen genutzt.
Das Gebäude steht unter Denkmalschutz (siehe auch Liste der Baudenkmale in Scheeßel).

## Geschichte und Beschreibung
Scheeßel wurde 1205 als Archidiakonat genannt und gehört zum heutigen Landkreis Rotenburg (Wümme).
Das eingeschossige giebelständige große Wohn- und Wirtschaftsgebäude als Zweiständer-Hallenhaus in Fachwerk mit Steinausfachungen, plattengedecktem Krüppelwalmdach, Niedersachsengiebel mit Uhlenloch, Pferdeköpfen und der Grooten Door mit Korbbogen, wurde 1842 (Inschrift) gebaut. Das Haus steht in Einzellage in einem Wald.
Das Landesdenkmalamt befand u. a.: „… ein regionstypisches Hallenhaus der ersten Hälfte des 19. Jahrhunderts in Zweiständerkonstruktion ….“